# Gelderland
Gelderland er en nederlandsk provins, beliggende i den østlige del af Nederlandene.
Provinsen grænser op til Noord-Brabant og Limburg mod syd, Utrecht og Zuid-Holland mod vest, Flevoland og Overijssel mod nord, og Tyskland mod øst. Gelderland har et samlet areal på 5.136 km2, hvoraf 164 km2 udgøres af vand. Provinsen har godt 2.060.103 indbyggere (2018).
Gelderlands provinshovedstad hedder Arnhem, hvor den lokale provinsadministration holder til. Provinsens største by er Nijmegen. Kongens kommissær (nederlandsk: Commissaris van de Koning) i Gelderland er John Berends og Kristendemokratisk Appel (CDA) er med 9 pladser hver de to største partier i provinsrådet. Demokraterne 66 (D66) er det næststørste parti, mens Socialistpartiet (SP) og Arbejderpartiet (PvdA) med 6 pladser hver konkurrerer om at være rådets tredje største parti.
Gelderland udgør cirka tre fjerdedele af det historiske hertugdømme Geldern.

## Geografi
Gelderland ligger i den østlige del af Nederlandene. Den grænser op til provinserne Flevoland og Overijssel i nord, Utrecht og Zuid-Holland i vest, og Noord-Brabant og Limburg i syd. I øst grænser Gelderland op til den tyske delstat Nordrhein-Westfalen. 
Gelderland er Nederlandenes næststørste provins. Den har et samlet areal på 5.136 km2, hvoraf 164 km2 udgøres af vand. Eksklusive vand er Gelderland Nederlandenes største provins.
Floderne Rhinen, Waal og Maas løber gennem Gelderland.

### Underinddelinger
Gelderland er opdelt i tre COROP-områder: Sydvestgelderland, Arnhem-Nijmegen, Achterhoek og Veluwe. COROP-enhederne bruges af staten i forbindelse med statistik og analyse.
Gelderland kan inddeles i fire geografiske regioner: Veluwe i nord, Rivierenland i vest, Achterhoek eller Graafschap i øst, og byområdet omkring Arnhem og Nijmegen i syd.
Gelderland består af 51 kommuner. Nijmegen er provinsens folkerigeste kommune, mens Apeldoorn arealmæssigt er den største kommune i Gelderland. Rozendaal har det laveste indbyggertal, mens Westervoort har det mindste areal.
| Kommune           | Indbyggere | Areal      | COROP-område      |
| ----------------- | ---------- | ---------- | ----------------- |
| Aalten            | 27.134     | 96,51 km2  | Achterhoek        |
| Apeldoorn         | 160.497    | 339,91 km2 | Veluwe            |
| Arnhem            | 156.050    | 97,99 km2  | Arnhem-Nijmegen   |
| Barneveld         | 56.625     | 175,96 km2 | Veluwe            |
| Berg en Dal       | 34.724     | 44,14 km2  | Arnhem-Nijmegen   |
| Berkelland        | 44.166     | 258,69 km2 | Achterhoek        |
| Beuningen         | 25.481     | 43,70 km2  | Arnhem-Nijmegen   |
| Bronckhorst       | 36.404     | 283,56 km2 | Achterhoek        |
| Brummen           | 20.750     | 83,97 km2  | Achterhoek        |
| Buren             | 26.291     | 134,26 km2 | Sydvestgelderland |
| Culemborg         | 27.904     | 29,42 km2  | Sydvestgelderland |
| Doesburg          | 11.324     | 11,57 km2  | Arnhem-Nijmegen   |
| Doetinchem        | 57.105     | 79,06 km2  | Achterhoek        |
| Druten            | 18.604     | 37,71 km2  | Arnhem-Nijmegen   |
| Duiven            | 25.382     | 33,92 km2  | Arnhem-Nijmegen   |
| Ede               | 113.618    | 318,25 km2 | Veluwe            |
| Elburg            | 23.058     | 63,82 km2  | Veluwe            |
| Epe               | 32.622     | 156,29 km2 | Veluwe            |
| Ermelo            | 26.627     | 85,62 km2  | Veluwe            |
| Geldermalsen      | 26.716     | 99,98 km2  | Sydvestgelderland |
| Harderwijk        | 46.582     | 38,59 km2  | Veluwe            |
| Hattem            | 12.076     | 23,11 km2  | Veluwe            |
| Heerde            | 18.595     | 78,75 km2  | Veluwe            |
| Heumen            | 16.421     | 39,85 km2  | Arnhem-Nijmegen   |
| Lingewaal         | 11.157     | 50,44 km2  | Sydvestgelderland |
| Lingewaard        | 46.185     | 62,23 km2  | Arnhem-Nijmegen   |
| Lochem            | 33.556     | 213,20 km2 | Achterhoek        |
| Maasdriel         | 24.280     | 66,02 km2  | Sydvestgelderland |
| Montferland       | 35.396     | 105,68 km2 | Achterhoek        |
| Neder-Betuwe      | 23.398     | 60,64 km2  | Sydvestgelderland |
| Neerijnen         | 12.353     | 66,00 km2  | Sydvestgelderland |
| Nijkerk           | 41.860     | 69,48 km2  | Veluwe            |
| Nijmegen          | 174.575    | 53,62 km2  | Arnhem-Nijmegen   |
| Nunspeet          | 26.994     | 128,79 km2 | Veluwe            |
| Oldebroek         | 23.330     | 97,68 km2  | Veluwe            |
| Oost Gelre        | 29.614     | 109,67 km2 | Achterhoek        |
| Oude IJsselstreek | 39.550     | 136,40 km2 | Achterhoek        |
| Overbetuwe        | 47.349     | 109,36 km2 | Arnhem-Nijmegen   |
| Putten            | 24.358     | 85,12 km2  | Veluwe            |
| Renkum            | 31.380     | 46,01 km2  | Arnhem-Nijmegen   |
| Rheden            | 43.508     | 81,76 km2  | Arnhem-Nijmegen   |
| Rozendaal         | 1.520      | 27,90 km2  | Arnhem-Nijmegen   |
| Scherpenzeel      | 9.730      | 13,79 km2  | Veluwe            |
| Tiel              | 41.432     | 32,27 km2  | Sydvestgelderland |
| Voorst            | 24.165     | 123,07 km2 | Veluwe            |
| Wageningen        | 38.448     | 30,49 km2  | Veluwe            |
| West Maas en Waal | 18.850     | 77,40 km2  | Sydvestgelderland |
| Westervoort       | 15.007     | 7,05 km2   | Arnhem-Nijmegen   |
| Wijchen           | 40.789     | 66,49 km2  | Arnhem-Nijmegen   |
| Winterswijk       | 28.902     | 138,15 km2 | Achterhoek        |
| Zaltbommel        | 27.743     | 79,61 km2  | Sydvestgelderland |
| Zevenaar          | 32.392     | 53,26 km2  | Arnhem-Nijmegen   |
| Zutphen           | 47.314     | 40,98 km2  | Achterhoek        |

## Demografi
Gelderland har et indbyggertal på 2.060.103 (2018) og en befolkningstæthed på 409 pr. km2. Det er Nederlandenes fjerde største provins målt på antal indbyggere. Gelderland har desuden Nederlandenes sjette højeste befolkningstæthed. Kun Zuid-Holland, Noord-Holland og Noord-Brabant har flere indbyggere. Nijmegen er provinsens folkerigeste kommune.

## Politik
Provinsrådet i Gelderland (nederlandsk: Provinciale Staten) består af 55 medlemmer med kongens kommissær i spidsen. Den nuværende kommissær er Clemens Cornielje fra Folkepartiet for Frihed og Demokrati (VVD). Han afløste Jan Kamminga (1997-2005) fra samme parti 1. juli 2005. Gelderlands provinsråd vælges af Gelderlands indbyggere, mens kommissæren udpeges af kongen og den nederlandske regering. VVD og CDA er med 9 sæder hver de to største partier i provinsrådet. Den daglige ledelse varetages af en lille styrelse (nederlandsk: Gedeputeerde Staten), hvis medlemmer (nederlandsk: gedeputeerden) kan sammenlignes med ministrene i en regering. Styrelsen ledes af kommissæren.

## Kulturelle referencer
I den amerikanske film A Knight's Tale, foregiver hovedpersonen William Thatcher (Heath Ledger) at være ridderen "Ulrich von Lichtenstein fra Gelderland". 